# هالشتات (بافاريا)
هال اشتات (بايرن) (بالألمانية: Hallstadt) هي بلدة ألمانية تقع في ألمانيا في منطقة بامبرغ. يقدر عدد سكانها بـ 8,526 نسمة .